# Jan Porajewski
Jan Feliks Porajewski, pierwotnie Jan Gans (ur. 1872 w Krakowie, zm. 10 maja 1929 w Sanoku) – polski doktor medycyny, lekarz internista, działacz branżowy, społeczny i samorządowy, burmistrz Sanoka, kapitan lekarz Wojska Polskiego.

## Życiorys
Urodził się w 1872 w Krakowie.
Ukończył studia na Wydziale Wszechnauk Lekarskich Uniwersytetu Jagiellońskiego, uzyskując dyplom lekarza w 1897 oraz stopień doktora. Około 1897–1898 asystentem w kierowanym przez dr. Napoleona Cybulskiego zakładzie fizjologicznym na Wydziale Lekarskim UJ. Od około 1897 do około 1899 praktykował jako lekarz w Krakowie. Od około 1899 przez wiele lat był lekarzem w Lisku. W 1902 zawiadamiał w prasie branżowej, że „za przyzwoleniem władzy zmienił swoje rodowe nazwisko na »Porajewski«”. Od około 1903 do co najmniej 1914 sprawował stanowisko lekarza miejskiego przy magistracie w Lisku. Od około 1911 był członkiem Rady c. k. powiatu liskiego wybrany z grupy gmin miejskich, gdzie od około 1912 był zastępcą członka wydziału powiatowego. Podczas X Zjazdu Lekarzy i Przyrodników Polskich we Lwowie w 1907 towarzyszył uczestniczkom Amelii i Emilii Makowieckim. W 1907 był autorem pomysłu utworzenia towarzystwa zaliczkowego lekarzy. Został członkiem rady nadzorczej utworzonego 21 marca 1908 we Lwowie Towarzystwa Wzajemnej Pomocy Lekarzy. W numerze 6-7 z 1908 czasopisma „Głos Lekarzy” wydrukowano jego artykuł pt. Nieufność władz do lekarzy. Do końca 1911 był członkiem komisji szacunkowej podatku osobisto-dochodowego w Lisku. Jako dyrektor Towarzystwa Zaliczkowego w Lisku został wybrany przysięgłym C.K. Sądzie Obwodowym w Sanoku na rok 1913. W Lisku przed 1914 był członkiem zarządu oddziału Towarzystwa Pomocy Przemysłowej, członkiem tamtejszego oddziału C.K. Galicyjskiego Towarzystwa Gospodarskiego. Działał w Związku Stowarzyszeń Zarobkowych i Gospodarczych, na walnym zgromadzeniu w listopadzie 1913 został wybrany do składu komisji budżetowej i komisji wydziałowej, a na zjeździe delegatów w Krakowie w maju 1916 wybrano go do wydziału Związku. Został członkiem Towarzystwa Lekarzy Galicyjskich w 1914, Izby Lekarskiej Wschodnio-Galicyjskiej w Krakowie. Podczas I wojny światowej w lutym 1915 został mianowany lekarzem-asystentem w pospolitym ruszeniu. W grudniu 1915 otrzymał najwyższe pochwalne uznanie „za wyśmienitą i ofiarną służbę wobec wroga” jako naczelny lekarz 20 pułku piechoty C.K. Obrony Krajowej. Po odzyskaniu przez Polskę niepodległości w 1918 został przyjęty do Wojska Polskiego. 21 czerwca 1919 w charakterze urzędnika cywilnego jako lekarz rangi VII został przydzielony do wojskowej Okręgowej Ekspozytury w Sanoku. Został awansowany na oficerski stopień kapitana lekarza rezerwy pospolitego ruszenia ze starszeństwem z 1 czerwca 1919. W 1923, 1924 jako oficer rezerwowy był przydzielony do 10 Batalionu Sanitarnego w Przemyślu (tak samo inni lekarze z Sanoka: Stanisław Domański, Kazimierz Niedzielski, Salomon Ramer, Antoni Dorosz, Leopold Dręgiewicz).
U zarania II Rzeczypospolitej w latach 1918–1920 był dyrektorem Szpitala Powiatowego w Sanoku. W latach 20. był lekarzem w Sanoku, specjalizującym się w chorobach wewnętrznych. Należał do Towarzystwa Lekarzy Polskich byłej Galicji oraz Izby Lekarskiej we Lwowie (wybrany członkiem rady lwowskiej IL). Został jednym w wicedyrektorów Banku Kupiectwa Polskiego z siedzibą w Warszawie, zatwierdzonego w 1919 i posiadającego także oddział w Sanoku w domu własnym. Był znany jako filantrop, działał w ramach Towarzystwa Polskiej Ochronki Dzieci Chrześcijańskich, a jego wychowankom udzielał nieodpłatnie porad lekarskich. W latach 20. był członkiem sanockiego gniazda Polskiego Towarzystwa Gimnastycznego „Sokół”. W sierpniu 1925 zasiadł w dyrekcji Kasy Zaliczkowej w Sanoku i pozostawał w tym gremium do końca życia. W 1929 był członkiem rady Komunalnej Kasy Oszczędności powiatu sanockiego z siedzibą w Sanoku.

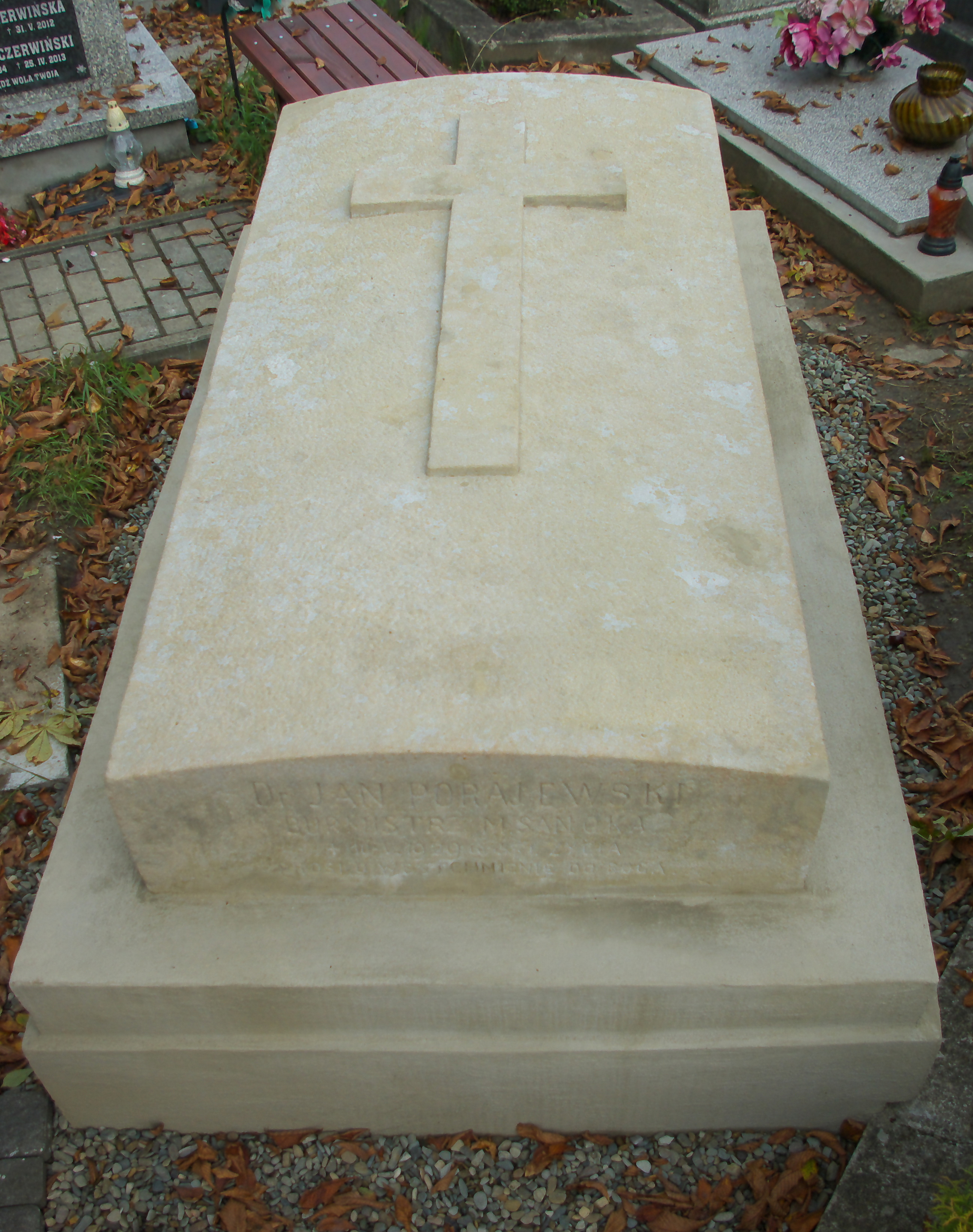
Nagrobek Jana Porajewskiego po renowacji w 2016

Pełnił mandat radnego miasta Sanoka od 1928. 12 stycznia 1928 został wybrany przez Radę Miejską niemal jednogłośnie (47 głosów na 48 oddanych) na stanowisko burmistrza (jego zastępcą został Jan Rajchel). Po wyborze na urząd przyjmował i wysłuchiwał mieszkańców w restauracji Steciaka przy ulicy Jagiellońskiej w każdą niedzielę. Za jego urzędowania zostały powołane komisje w zakresie wielu dziedzin życia społecznego. Jednocześnie jako burmistrz przedstawił plan gruntownych zmian i reform w zakresie spraw sanitarnych, kanalizacji, budownictwa mieszkaniowego, szkolnictwa. Podczas jego kadencji dotychczasowa nazwa ulicy Królowej Izabeli została zmieniona na ulicę Marszałka Józefa Piłsudskiego. Pod koniec kwietnia 1929 złożył wniosek o urlop, a następnie zdecydował o rezygnacji z urzędu, motywując to złym stanem zdrowia. Jednocześnie nie chciał rezygnować z mandatu radnego, którego wypełnianie nie było tak absorbujące jak pełnienie funkcji burmistrza. 29 kwietnia 1929 Rada Miejska nie zgodziła się na przyjęcie rezygnacji, radni usiłowali przekonać Porajewskiego do pozostania na stanowisku, a po wniosku Wilhelma Szomka rada odroczyła tę kwestię na okres dwóch tygodni.
W życiu prywatnym Jan Porajewski był stanu wolnego. Zmarł 10 maja 1929 w Sanoku. Popełnił samobójstwo strzałem z broni palnej powodowany swoją nieuleczalną chorobą. Został pochowany na cmentarzu przy ul. Rymanowskiej w Sanoku 12 maja 1929. Po ponad pięciu miesiącach od jego śmierci dokonano wyboru kolejnego burmistrza, 28 października 1929 stanowisko objął Tadeusz Malawski. Nagrobek Jana Porajewskiego został wpisany do wojewódzkiej ewidencji rejestru zabytków i podlega ochronie prawnej. Staraniem Stowarzyszenia Opieki nad Starymi Cmentarzami w Sanoku nagrobek został odnowiony do końca września 2016.